# Juan Gorostidi
Juan Gorostidi (né le 2 septembre 1945 à Saint-Sébastien,) est un coureur cycliste espagnol, principalement actif durant les années 1970.

## Biographie
Spécialiste du cyclo-cross, Juan Gorostidi est devenu champion d'Espagne de la discipline à trois reprises. Il a également représenté à plusieurs reprises son pays natal aux championnats du monde. Sur l'édition 1979, il obtient son meilleur résultat en prenant la huitième place. 

## Palmarès
- 1972
  - 3e du championnat d'Espagne de cyclo-cross
- 1973
  - 3e du championnat d'Espagne de cyclo-cross
- 1974
  -  Champion d'Espagne de cyclo-cross
  - 9e du championnat du monde de cyclo-cross
- 1975
  -  Champion d'Espagne de cyclo-cross
- 1976
  - 3e du championnat d'Espagne de cyclo-cross
- 1977
  - 2e du championnat d'Espagne de cyclo-cross
- 1978
  -  Champion d'Espagne de cyclo-cross
- 1979
  - 3e du championnat d'Espagne de cyclo-cross
  - 8e du championnat du monde de cyclo-cross
- 1981
  - 3e du championnat d'Espagne de cyclo-cross